# إعادة تدوير الحاسوب

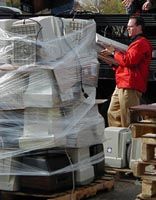
تجميع شاشات الحاسوب لتدويرها مجدداً.

إعادة تدوير الحاسوب (بالإنجليزية: Computer recycling)‏، أو إعادة تدوير القطع الإلكترونية، أو إعادة تدوير النفايات الإلكترونية، هي العملية التي تنطوي على تفكيك وفصل المواد الخام المكونة للنفايات الإلكترونية. على الرغم من عدم إمكانية اعتبار إجراءات إعادة الاستخدام، والتبرع، والصيانة عمليات إعادة تدوير، لكنها تُعتبر طرقًا مستدامةً شائعة جدًا للتخلص من النفايات التكنولوجية.
في عام 2009، أُعيد تدوير 38% من أجهزة الكومبيوتر في الولايات المتحدة، وربع النفايات الإلكترونية فيها، بزيادة 5% و 3% عن السنتين السابقتين على التوالي. ازدادت عمليات إعادة تدوير القطع الإلكترونية حول العالم منذ بدء انتشارها في بداية تسعينيات القرن العشرين، ويعود ذلك إلى زيادة الوعي حول الموضوع إضافة إلى زيادة الاستثمار. تُجرى عملية إعادة التدوير، في المقام الأول، بهدف استعادة المعادن الأرضية النادرة، والفلزات النفيسة، إضافة إلى البلاستيك والمعادن. تستخدم هذه المواد المستخرجة من النفايات الإلكترونية، بعد تنقيتها، في عملية تصنيع الأجهزة الجديدة، وهو ما يخلق اقتصادًا دائريًا. تُجرى مثل هذه العمليات في منشآت وأماكن عمل متخصصة، وغالبًا ما يكون من الممكن إعادة استخدام المكونات السليمة لأجهزة الحاسوب التالفة أو القديمة في المنزل أو في أماكن العمل العادية في أجهزة أخرى، ما يقلل من تكاليف الاستبدال.
تعتبر عملية إعادة التدوير عملية صديقة للبيئة لأنها تمنع النفايات الضارة -بما في ذلك المعادن الثقيلة والمواد المسرطنة- من دخول الغلاف الجوي أو المجاري المائية، أو من التحلل في التربة. على الرغم من احتواء القطع الإلكترونية على جزء صغير من إجمالي النفايات المتولدة بشكل عام في العالم، لكنها تعتبر أكثر خطورة. يوجد في كل من الاتحاد الأوروبي والولايات المتحدة الأمريكية تشريعات صارمة تشجع على التخلص المستدام من الأجهزة لصالح إعادة التدوير، وأبرزها التوجيه الخاص بمخلفات الأجهزة الكهربائية والإلكترونية للاتحاد الأوروبي، وقانون الولايات المتحدة الوطني لإعادة تدوير أجهزة الحاسوب.

## أسباب إعادة التدوير
تُعد أجهزة الحاسوب والقطع الإلكترونية القديمة مصدرًا قيّمًا للمواد الخام الثانوية بعد إعادة تدويرها، ولكنها تعتبر أيضًا مصدرًا للسموم وللمواد المسببة للسرطان. تسببت التغيرات التكنولوجية السريعة، والتكلفة الأولية المنخفضة، والتقادم المخطط له بخلق فائض كبير في أجهزة الحاسوب والمكونات الإلكترونية الأخرى في جميع أنحاء العالم. تتوفر حلول التقنية لهذه الأزمة، لكن، يلزم في أغلب الحالات وجود إطار قانوني، ونظام تحصيل، وخدمات لوجستية، وغيرها من الخدمات قبل تطبيق الحل التقني. تقدر وكالة حماية البيئة الأمريكية، وجود 30 - 40 مليون جهاز حاسوب فائض عن الحاجة مصنف على أنه «نفاية منزلية خطرة»، ستكون جاهزة لإدارة انتهاء الصلاحية في السنوات القليلة القادمة. أفاد المجلس الأمريكي الوطني للسلامة بأنه من الممكن اعتبار ما نسبته 75% من جميع أجهزة الحاسوب الشخصية التي بيعت على الإطلاق إلكترونيات فائضة عن الحاجة.
في عام 2007، ذكرت وكالة حماية البيئة الأمريكية أنه قد جرى استبدال أكثر من 63 مليون جهاز حاسوب في الولايات المتحدة أو جرى التخلص منها. اليوم، يُعاد تدوير 15% من الأجهزة والمعدات الإلكترونية في الولايات المتحدة. تُرسل معظم النفايات الإلكترونية إلى مقالب النفايات أو إلى المحارق، وهو ما يتسبب بتحرير مواد كالرصاص والزئبق والكادميوم إلى التربة والمياه الجوفية والغلاف الجوي، الأمر الذي يعود بأثر سلبي كبير على البيئة المحيطة.
يمكن استعادة العديد من المواد المستخدمة في أجهزة الحاسوب من خلال إعادة تدويرها لاستخدامها في المنتجات المستقبلية. يمكن لإعادة استخدام القصدير والسيليكون، والحديد، والألمنيوم، ومجموعة متنوعة من المواد البلاستيكية، الموجودة بكميات كبيرة في أجهزة الحاسوب أو في الأجهزة الإلكترونية الأخرى، أن يقلل بشكل كبير من التكاليف التي سيتطلبها تشييد منظومات جديدة. تشتمل مكونات الأجهزة الإلكترونية بشكل عام، والحاسوب بشكل خاص -غالبًا- على النحاس والذهب والتانتالوم والفضة والبلاتين والبالاديون والرصاص بالإضافة إلى مواد أخرى قيمة وقابلة للاستصلاح.
يحتوي عتاد الحاسوب على العديد من المواد السامة، كمركبات ثنائي بنزو الديوكسين متعددة الكلور وثنائي الفينيل متعدد الكلور، والكادميوم، والكروم، والنظائر المشعة، والزئبق. قد يشكل الرصاص 6% من وزن شاشة الحاسوب التقليدية، فمن الممكن أن تحتوي شاشة الحاسوب النموذجية ذات المقاس 15 بوصة (38 سم) على 1.5 رطل (1 كغ) من الرصاص، ومن الممكن أن تحتوي بعض الشاشات الأخرى على 8 رطل (4 كغ) من الرصاص. تحوي لوحات الدارات الكهربائية كميات كبيرة من السبائك الرصاصية القصديرية التي من المرجح أن تتسرب مكوناتها إلى المياه الجوفية أو تتسبب في تلوث الهواء بعد إحراقها. يأتي ما نسبته  40% من محتوى الرصاص في مدافن النفايات الأمريكية من النفايات الإلكترونية. من الممكن أن تؤدي عمليات المعالجة (كالترميد والمعالجة الحمضية) المطلوبة لاستعادة هذه المواد الثمينة إلى تحرير أو توليد أو تخليق مواد ثانوية سامة.
يعتبر تصدير النفايات الإلكترونية إلى البلدان ذات المعايير البيئية المنخفضة مصدرَ قلق كبير. تشتمل (اتفاقية بازل) على النفايات الخطرة، مثل، على سبيل المثال لا الحصر، شاشات أنابيب الأشعة الكاثودية على اعتبارها عنصرًا قد لا يُصدّر عبر القارات دون الحصول على موافقة مسبقة من الدولتين المصدرة للنفايات والمستقبلة لها.  قد تجد الشركات في بيع الحواسيب القديمة إلى الدول الأقل تطورًا، وذات القوانين المتراخية، أمرًا فعالًا من ناحية التكلفة على المدى القصير.  ثمة اعتقاد شائع بأن غالبية أجهزة الحاسوب المحمولة الفائضة عن الحاجة تُصدر إلى الدول النامية. من الممكن أن تساعد القيمة العالية للحواسيب المحمولة والحواسيب المكتبية ومكونات الحاسوب (كذاكرة الوصول العشوائي RAM) في دفع تكلفة النقل للعديد من السلع الأخرى عديمة الفائدة. وُضعت القوانين التي تتحكم في تصدير النفايات الإلكترونية لتنظيم عمل شركات إعادة التدوير في البلدان المتقدمة التي تشحن النفايات إلى دول العالم الثالث. مع ذلك، ما تزال هناك العديد من المخاوف بشأن تأثير إعادة تدوير القطع الإلكترونية على صحة الإنسان عمومًا، وصحة العمال في منشآت إعادة التدوير خصوصًا، وأثرها الضار على البيئة. على سبيل المثال، يقوم العمال في البلدان النامية أحيانًا -لعدم وجود أنظمة صارمة تُقيد عملية التخلص من النفايات الإلكترونية- بتحطيم المنتجات القديمة ودفن المواد السامة قي التربة وتلويث الأرض وتعريض من لا يرتدي الأحذية للخطر. تشمل الإجراءاتُ الأخرى حرقَ المواد العازلة للأسلاك ووضع الدارات الإلكترونية في مغاطس حمضية. تنطوي هذه الطرق على مخاطر بيئية وصحية، إذ تنشر السموم في الهواء، ومن الممكن أن تدخل المواد السامة الناتجة عن المغاطس الحامضية في الموارد المائية.

## قوانين

### أوروبا
في سويسرا، نُفّذ أول نظام لإعادة تدوير النفايات الإلكترونية في عام 1991. بدأ النظام بالعمل على إعادة تدوير قطع الثلاجات القديمة، وأُضيفت، على مر السنين، جميع الأجهزة الكهربائية والإلكترونية بشكل تدريجي إلى النظام. تعتبر منظمة الرابطة السويسرية للمعلومات والاتصالات وتكنولوجيا التنظيم (SWICO) المنظمة المسؤولة بشكل أساسي عن النظام. نفذ الاتحاد الأوروبي، في شهر فبراير من عام 2003، نظامًا مشابهًا للنظام السويسري، وذلك بموجب توجيه النفايات الكهربائية والأجهزة الإلكترونية الصادر عن الاتحاد الأوروبي برقم 2002/96/E.

## طرق تدوير الحاسوب
طرق ووسائل لتدوير الحاسوب:
- أخذ القطع التي مازالت بحالة جيدة واستخدامها في الحواسيب الجديدة.
- استخراج أمن للمواد الضارة عبر أنظمة مجهزة لهذا الغرض وإعادة الاستفادة من المكونات كمواد أولية يعاد تصنيعها.
- تحويلها إلى أجهزة ترفيه منزلي أو سيرفرات أو ...
- تحويل أجزاء منها إلى أعمال فنية.
- التبرع بالحواسيب القديمة التي مازالت بحالة جيدة إلى المؤسسات والجمعيات الخيرية.

## تدوير الحاسوب بشكل آمن
ينتاب الشركات وبعض الناس قلق حول تدوير الحواسيب بسبب الخوف من سرقة بياناتهم الموجودة سابقاً، لذلك تتجه الشركات الكبيرة التي تملك عدد كبير من الحواسيب إلى طلب المساعدة من شركات مختصة لتقوم بتحطيم القرص الصلب. وهذه العملية تدمر البيانات والقرص الصلب معاً ولا يمكن الاستفادة منه لاحقاً، ولكن من الممكن مسح البيانات وإعادة كتابة معلومات عشوائية على القرص يدوياً أو باستخدام برامج مخصصة تقوم بهذه المهمة، وبذلك فقط يتم مسح البيانات بأمان ويبقى القرص الصلب سليم ويمكن إعادة استخدامه من جديد.

## وصلات خارجية
- RECYCLING – FROM E-WASTE TO RESOURCES (UN Environmental Program, 2009, 120 pages)
- WEEE Directive (U.K.)
- WEEE Directive (E.C.)
- Computer Donation Locations (U.S.)